# Brick Township (New Jersey)
Brick Township ist ein Township im Ocean County von New Jersey in den Vereinigten Staaten. 
Das U.S. Census Bureau ermittelte bei der Volkszählung 2020 eine Einwohnerzahl von 73.620.
Während der Großteil von Brick Township auf dem Festland liegt, befinden sich ein Teil des Gemeindegebiets auf der Barnegat Peninsula, einer langen, schmalen Barrierehalbinsel, die die Barnegat Bay vom Atlantischen Ozean trennt.
Im Jahr 2006 erhielt das Township den Titel „America's Safest City“ (Amerikas sicherste Stadt), aus einer Untersuchung von 371 Städten im ganzen Land.

## Geschichte
Brick Township wurde am 15. Februar 1850 durch ein Gesetz der Legislative von New Jersey aus Teilen von Dover Township (heute Toms River Township) und Howell Township als Township gegründet. Das Township wurde nach Joseph Brick benannt, dem Besitzer der Bergen Iron Works am Metedeconk River. Teile des Townships wurden zu Point Pleasant Beach (18. Mai 1886), Bay Head (15. Juni 1886), Lakewood Township (23. März 1892), Mantoloking (10. April 1911) und Point Pleasant (21. April 1920). 1963 lehnten die Wähler ein Referendum ab, das den Namen des Townships in Laurelton geändert hätte.
2012 wurde die Gemeinde von Hurrikan Sandy beschädigt.

## Demografie
Laut einer Schätzung von 2019 leben in Brick Township 87.065 Menschen. Die Bevölkerung teilt sich im selben Jahr auf in 91,2 % Weiße, 2,5 % Afroamerikaner, 1,8 % Asiaten, 0,1 % Ozeanier, und 2,0 % mit zwei oder mehr Ethnizitäten. Hispanics oder Latinos aller Ethnien machten 10,2 % der Bevölkerung aus. Das mittlere Haushaltseinkommen lag bei 78.288 US-Dollar und die Armutsquote bei 6,8 %.
| Bevölkerungsentwicklung Bei den Daten handelt es sich um Volkszählungsergebnisse. | Bevölkerungsentwicklung Bei den Daten handelt es sich um Volkszählungsergebnisse. | Bevölkerungsentwicklung Bei den Daten handelt es sich um Volkszählungsergebnisse. | Bevölkerungsentwicklung Bei den Daten handelt es sich um Volkszählungsergebnisse. | Bevölkerungsentwicklung Bei den Daten handelt es sich um Volkszählungsergebnisse. | Bevölkerungsentwicklung Bei den Daten handelt es sich um Volkszählungsergebnisse. | Bevölkerungsentwicklung Bei den Daten handelt es sich um Volkszählungsergebnisse. | Bevölkerungsentwicklung Bei den Daten handelt es sich um Volkszählungsergebnisse. | Bevölkerungsentwicklung Bei den Daten handelt es sich um Volkszählungsergebnisse. | Bevölkerungsentwicklung Bei den Daten handelt es sich um Volkszählungsergebnisse. |
| --------------------------------------------------------------------------------- | --------------------------------------------------------------------------------- | --------------------------------------------------------------------------------- | --------------------------------------------------------------------------------- | --------------------------------------------------------------------------------- | --------------------------------------------------------------------------------- | --------------------------------------------------------------------------------- | --------------------------------------------------------------------------------- | --------------------------------------------------------------------------------- | --------------------------------------------------------------------------------- |
| Jahr                                                                              | 1940                                                                              | 1950                                                                              | 1960                                                                              | 1970                                                                              | 1980                                                                              | 1990                                                                              | 2000                                                                              | 2010                                                                              | 2020                                                                              |
| Einwohner                                                                         | 1.376                                                                             | 4.319                                                                             | 16.299                                                                            | 35.057                                                                            | 53.629                                                                            | 66.473                                                                            | 76.119                                                                            | 75.072                                                                            | 73.620                                                                            |

## Infrastruktur
Der Garden State Parkway ist der prominenteste Highway, der durch Brick Township führt. Er durchquert den westlichen Teil der Gemeinde mit drei Anschlussstellen: Die Ausfahrten 91, 90 und 89. Drei Staatsstraßen führen ebenfalls durch Brick Township: Route 70, Route 88 und Route 35.

## Söhne und Töchter der Stadt
- Jim Dowd (* 1968), Eishockeyspieler
- Rob Napolitano (* 1994), Mittelstreckenläufer